# F-3 심신

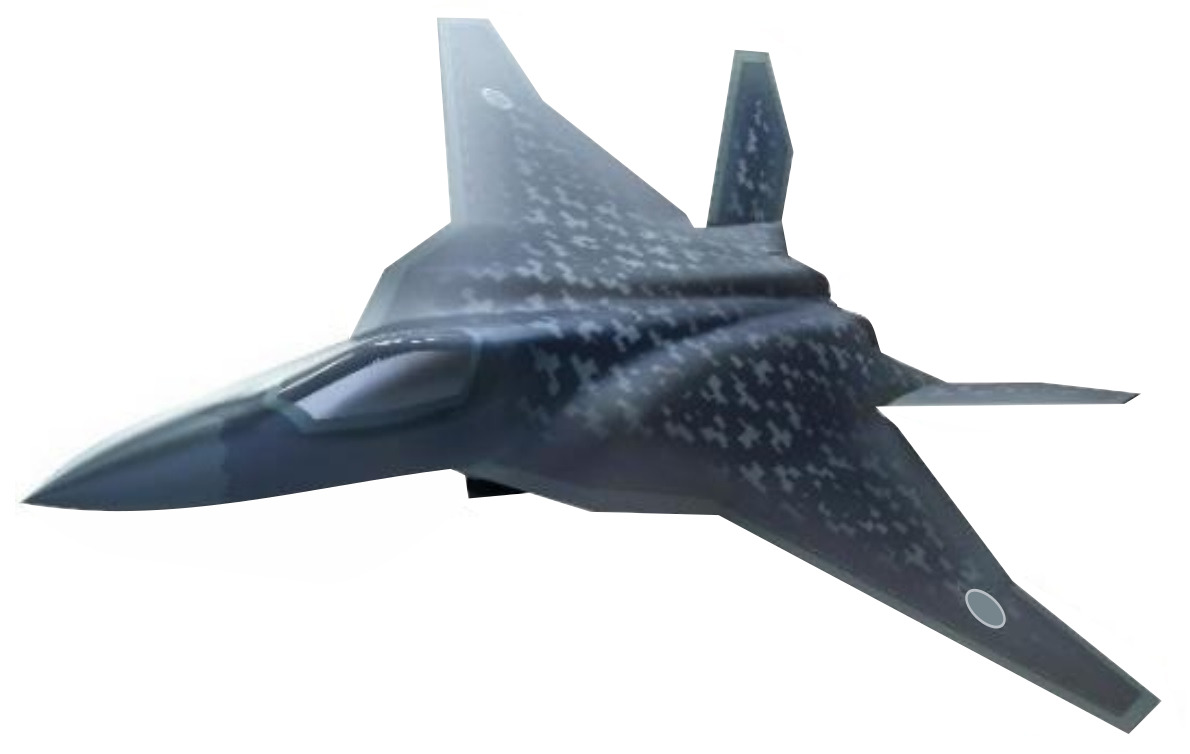
일본 차세대 전투기 F-3의 컨셉트 디자인

F-3 심신(일본어: 心神, 영어: Mitsubishi F-3 Shinshin)은 일본이 2030년대에 실전 배치하는 차세대 전투기이다. 2024년에 프로토 타입이 제작되며, 설계 및 시험 계획이 확정된 후, 2028년에 처녀 비행에 돌입한다. 본격적인 양산 및 실전배치는 2031년부터 시작되며, 미쓰비시 F-2는 2035년부터 본격적으로 퇴역되며 그 자리를 F-3로 대체된다. 미쓰비시 F-X 사업으로도 불린다.

## 개요
일본은 2000년대 이후 늘어난 중국의 항공 안보 위협에 대응하기 위해 '신신(心神)'이라는 비공식 명칭이 붙은 본 프로젝트를 2008년 4월 공식 출범하기로 예정되었다. 2016년 실제 크기의 70% 미만의 실증기인 미쓰비시 ATD-X를 시험 비행하는데 성공해서 기술을 입증했다.

## 설계
후술할 내용들은 전부 예상이므로, 실제 F-3과는 크게 차이가 날 가능성도 있다.

### 개념
F-22보다 대형화된 크기를 가질 것이다. 일본이 넓은 작전범위와 큰 무장량을 원하고 있다는 걸 의미한다. 실제로 고노 다로 국방 장관은 F-X가 강력한 네트워크 기능을 갖추고 F-35보다 더 많은 미사일을 운반할 것이라고 밝혔다.

### 전자전
스텔스 항공기에 대한 감지 기능을 향상시키기 위해 F-X는 통합 센서를 사용하는데 AESA 레이더, 수동 무선 주파수 (RF) 센서 및 적외선 카메라가 포함한다. AESA 레이더 및 RF 센서는 모두 질화 갈륨을 사용하는데, F-X는 항공기, 공대공 미사일 및 지대공 미사일 위협에 대응하기 위한 RF '자체 방어'시스템을 갖출 예정이다. 이 시스템은 위협에 대해 경고를 받고 전 방위적으로 전파를 방해함으로써 ESM과 ECM을 모두 수행한다. 통합 ESM 차체 안테나는 전투기의 날개와 꼬리 덮개를 따라 배치된다.

### 조종석
헬멧 장착형 디스플레이에는 넓은 시야, 쌍안, 다색 디스플레이, 음성 인식 및 3D 사운드가 있다.

### 스텔스
레이더 단면을 최소화하기 위해 F-X의 물리적 설계에는 구불구불한 공기 덕트와 내부 무기 베이가 있다. 전자파 흡수제 레이더 반사의 양을 감소시키기 위해 덕트 및 엔진에 적용된다. 흡수체는 탄소계 물질이라고 한다. 수행된 테스트 결과에 따르면, 흡수체에서 수행되는 RCS 감소는 레이더 위협의 탐지 범위를 절반으로 줄이는 것과 동등한 영향을 미친다. 메타 물질은 또한 전파를 반영하는데 사용된다. 메타 물질은 작은 금속 조각과 유전체를 포함하여 다양한 물질로 구성된다. 메타 물질은 적용되는 펄스 도플러 시스템 F-X에 탑재된 전파 반사 제어 기술의 일부로 레이더 방출을 피하기 위해 F-X는 수동 감지 사용을 극대화한다. 또한 센서 프로그램은 레이더 방출 중 카운터 감지 가능성을 줄이는 방식으로 방출을 작동한다. F-X는 플라즈마 스텔스 안테나 기술을 사용 하여 전파를 편향시킨다. 안테나는 전기적 제어를 통해 물리적 특성을 변경할 수 있는 플라즈마 특성을 사용하여 임시 플라즈마를 생성하여 작동한다. 활성화 된 동안 안테나는 또한 통신을 송수신 할 수 있다.

### 엔진
FX는 두 개의 XF9-1 엔진으로 구동된다. 엔진의 군사력은 11 톤이며 최대 추진력은 15 톤이다. XF9는 1800 ° C에서 높은 연소 온도를가집니다. XF9의 주목할만한 점은 그 힘에 비해 얇은 크기다. 예를 들어, XF9의 엔진 흡입구는 F-2에 사용된 제너럴 일렉트릭 F110보다 30 % 작다. 슬림한 디자인은 항공기의 스텔스를 유지하기 위해 내부적으로 무기를 수용하기 위해 필요하다. XF9의 큰 에너지 출력은 180kW이며 FX는 두 엔진 모두에서 360KW의 에너지를 받는다. 전투기의 강력한 항공 전자 장치 및 장비를 공급하기 위해서는 큰 에너지 생성이 필요하다. 스텔스 기능을 향상시킬 수 있는 노즐 엔진의 추력 벡터 노즐은 모든 원주 방향으로 추력을 최대 20도까지 편향시킬 수 있다.
- XF9 - F-3에 탑재될 전투기 엔진

### 드론 제어
일본은 F-X와 함께 작동 할 수 있는 무인 전투 항공기를 도입 할 계획이다. 드론 프로그램의 이름은 전투 지원 무인 항공기라고 한다. 드론 프로그램은 크라토스 XQ-58 발키리 또는 보잉 공군 팀 시스템 프로젝트와 유사하며, 이 드론은 조종 항공기에 대한 "충성스러운 윙맨"역할을한다. 드론에는 두가지 버전이 있다. 하나는 센서 운반 대와 표적을 위한 스카우트이며, 다른 하나는 탄약을 발사하고 들어오는 미사일을 모체 항공기에서 멀어지게 한다. 두 버전 모두 서로 동일한 디자인을 공유한다. 드론은 2030년대에 완전히 개발될 것으로 예상된다.

### 수출
일본 정부는 F-3를 내수용 전투기로 생각하고 있고, 최소 0000억원 단가로 예상되기 때문에 GDP 10위에 들지 못하는 국가는 사실상 경제적 도입할 여유가 없다.  미국공군은 F-3와 동일한 세대의 6세대 차세대 전투기 F-X를 도입할 것이며,  러시아,  중국은 자체 전투기가 있으며 일본 입장에선 안보 위협 대상으로 간주되는 국가들이다. G20 개발도상국 중, 구매력 GDP가 높은 편인  인도네시아는 이미  대한민국의 KFX에 참여중이라 일본으로선 수출의 폭이 낙타가 바늘 구멍을 통과하는 것처럼 좁다. 일본 정부는 F-X에 5조엔(한화 대략 50조원)을 투자할 예정인데, 100대 이상을 생산할 예정이다. 170대로 가정하면 단순 계산시 1대당 2,900억원의 투자비를 소모한다. 230대가 수출된다면 사업비가 20조원 추가된다해도 대당 1,700억원으로 단가가 낮아져 규모의 논리에 따른 이익을 볼 수 있다.
| 보유국 | F-3A       |
| ------ | ---------- |
| 일본   | 170대 예정 |

## 같이 보기
- 6세대 전투기
- 미쓰비시 F-2
- 미쓰비시 ATD-X